# Lake Albert (del av en befolkad plats)
Lake Albert är en del av en befolkad plats i Australien. Den ligger i kommunen Wagga Wagga och delstaten New South Wales, i den sydöstra delen av landet, omkring 380 kilometer sydväst om delstatshuvudstaden Sydney.
Närmaste större samhälle är Wagga Wagga, nära Lake Albert.
Trakten runt Lake Albert består till största delen av jordbruksmark. Runt Lake Albert är det glesbefolkat, med 12 invånare per kvadratkilometer. Genomsnittlig årsnederbörd är 716 millimeter. Den regnigaste månaden är mars, med i genomsnitt 99 mm nederbörd, och den torraste är oktober, med 32 mm nederbörd.